# Territoires Nord
 (août 2022).
Territoires Nord est le premier album du parolier Frédérick Baron.

## Titres
1. "Revenir à Neverland" 4:44
2. "La morale à zéro" 3:44
3. "De lune en lune" 4:20
4. "La tribu" 5:23
5. "Le bal des créatures" 3:35
6. "Mon fol amour" 4:03
7. "Dieu est une femme" 4:01
8. "Les anticorps" 4:43
9. "Un homme heureux" 3:49
10. "À la pointe du jour" 4:21
11. "Dormez-en paix" 3:31

## Date de sortie
Territoires Nord est sorti le 4 novembre 2008 sous l'étiquette Go-Musique.